# Нестерпна жорстокість
«Несте́рпна жорсто́кість» (англ. «Intolerable Cruelty») — американська романтична комедія 2003 року. Режисерами фільму виступили брати Коен. У головних ролях знялися Джордж Клуні й Кетрін Зета-Джонс.
У США фільм вперше було презентовано 10 жовтня 2003 року.

## Сюжет
Майлз Мессі (Джордж Клуні) — найуспішніший адвокат Південної Каліфорнії, що спеціалізується на розлученнях. Його спритність стала легендарною, вміння жонглювати словами і маніпулювати людьми не знає рівних. Заради перемоги він не гребує нічим, і досі у нього не було ні одного програшу в суді. Майлза наймає багач Рекс Ретрот, який розлучається з красунею-дружиною Мерилін (Кетрін Зета-Джонс). Хоча Майлз з Мерилін опиняються в різних таборах, він не може не захопитися її красою і ... професіоналізмом. Майлз і Мерилін — в деякому роді колеги. Більше того, вони дзеркальне віддзеркалення один одного. Вона — так звана золотошукачка, жінка, яка знаходить багатих холостяків, одружує їх на собі, а потім розлучається, отримуючи в результаті половину їхніх грошей згідно із законами штату Каліфорнія. У неї теж розроблена система «професійних» методів і прийомів, вона теж блискуче маніпулює людьми, які її оточують. Але, зіткнувшись з Майлзом, вона зазнає першої поразки. Він розставляє для неї хитру пастку, і Мерілін не отримує при розлученні ні гроша. Мерилін клянеться помститися Майлзу за його підступність. Вона готова піти на все — навіть на те, щоб спокусити його, одружити на собі, а потім висміяти перед усім світом на розлученні. Майлз, у свою чергу, досяг того ступеня професійної кар'єри, коли успіх набрид, а нових вершин, які можна було б підкорити, вже не передбачається. Єдина область, що залишається для нього нескореною — емоції. Професіоналізм вимагає безпристрасності, і всі ці роки Майлз старанно зживав у своїй душі людські почуття. Його інтерес до Мерілін спочатку підігрівався професійною цікавістю, він побачив в ній рівного за силою суперника, з яким цікаво змагатися. Її девіз «перемога будь-якою ціною» нагадує йому його власне ставлення до життя. Чи потрібно говорити, що герої закохані одне в одного? Їхні плани змінюються, але до цього часу події заходять дуже далеко. У інтригу залучаються все нові і нові люди: актор мильної опери Говард Дойл (Біллі Боб Торнтон), якого Мерилін найняла зображати свого чоловіка; Донован Доннеллі (Джеффрі Раш), режисер мильної опери, в якій знімається Говард; дружина режисера (Стейсі Тревіс); а також люди, що працюють в конторі Майлза і переслідують свої корисливі цілі. У міру розвитку сюжету градус пристрастей підвищується, і забавна дуель Майлза і Мерілін поступово переходить в безжалісний поєдинок, в якому всі засоби добрі. Вони жадають крові один одного, і це смішно і страшно одночасно.